# 20246 Фраппа
20246 Фраппа (20246 Frappa) — астероїд головного поясу, відкритий 1 березня 1998 року.
Тіссеранів параметр щодо Юпітера — 3,587.